# 링컨 서비스
링컨 서비스(영어: Lincoln Service)는 미국 일리노이주 시카고 유니언 역에서 미주리주 세인트루이스 게이트웨이 모티모덜 트랜스포테이션 센터까지 운행되는 고속철도 열차이다.

## 역사 및 현황
2006년 10월에 폐지된 스테이트 하우스 열차 후속으로 신설된 노선으로 기존 스테이트 하우스 열차 시절보다 2편 증회되었다. 이와는 별도로 2007년에 앤 러틀리지(영어: Ann Rutledge)를 신설해 캔자스시티 ~ 세인트루이스간 운행 했으나 2009년에 운행이 중단되었다.

## 운행 노선

암트랙 링컨 서비스 노선도 (interactive map)

## 사진

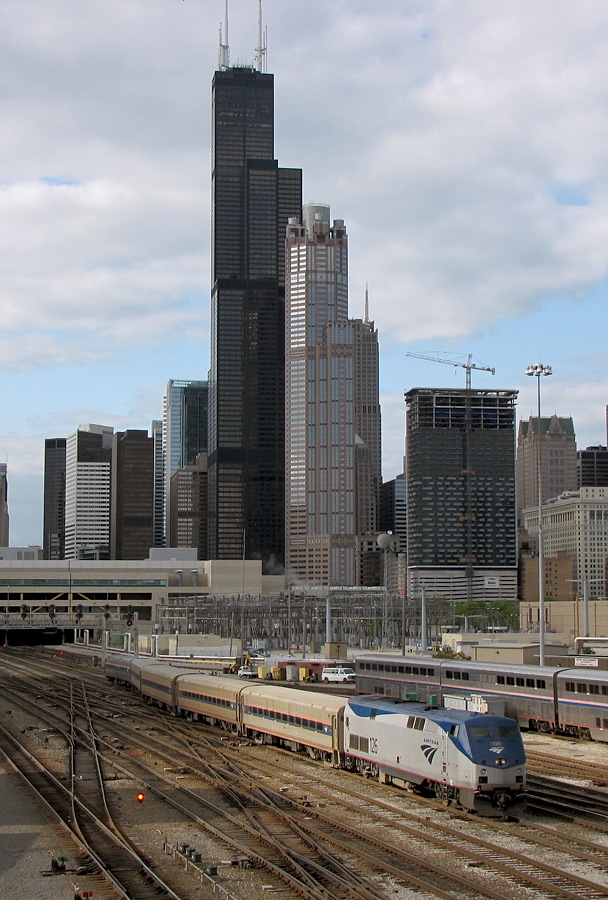